# ダミアン・ペルキ
ダミアン・ペルキ（Damien Perquis 、1984年4月10日 - ）は、フランス共和国オーブ県トロワ出身の元サッカー選手。現役時代のポジションはディフェンダー。

## 経歴
クレールフォンテーヌを卒業後、トロワACの下部組織に入団しプロデビューした。
2005年にASサンテティエンヌに移籍し、リーグ・アン初キャップを記録した。だが、サンテティエンヌでは定位置を確保できず、2007年にFCソショーにレンタル移籍。ソショーでは定位置を確保し、2008年より完全移籍となった。
2012年8月28日、スペインのレアル・ベティスに移籍。
2015年1月26日、MLSのトロントFCに加入した。
2016年7月22日、 ノッティンガム・フォレストFCに2年契約で移籍した。
2017年、ガゼレク・アジャクシオに移籍した。

## 代表歴
U-21フランス代表としての出場歴がある。
A代表は自身のルーツであるポーランドを選択し、2011年9月7日親善試合ドイツ代表戦でスタメン出場しポーランド代表デビューした。2012年5月26日のスロバキアとの親善試合で代表初得点を記録。地元開催のEURO2012の代表にも選出されたが、グループリーグ敗退に終わった。